# Departamento de Illapel
El departamento de Illapel fue uno de los 6 departamentos de la Provincia de Coquimbo, además de ser una de las 4 delegaciones existentes de la Intendencia de Coquimbo, en ese tiempo conocida como Cuzcúz. Su fundación fue a raíz del Partido de Cuzcúz (también denominado como Illapel) el 31 de octubre de 1843, su cabecera fue la ciudad de Illapel. El departamento fue suprimido por el decreto DL N° 1317 el 31 de diciembre de 1975 tras la regionalización de Chile. Actualmente el departamento es conocido como la provincia de Choapa, con la capital siendo la misma que la cabecera.

## Administración
El departamento de Illapel era administrado solamente por su cabecera hasta el 22 de diciembre de 1891 donde serían creadas las Municipalidades y estas se dividirían en subdelegaciones. Illapel contaba hasta ese momento con 3 comunas siendo las de Illapel, Mincha y Salamanca.
El 30 de diciembre de 1927 la comuna de Tunga es suprimida ante el decreto DLF N° 8583 y repartida entre las comunas de Illapel y Mincha.
| Municipalidades | Subdelegaciones     |
| --------------- | ------------------- |
| Illapel         | Illapel Oriente     |
| Illapel         | Illapel Poniente    |
| Illapel         | Hacienda de Illapel |
| Illapel         | Cuzcúz              |
| Illapel         | Peralillo           |
| Illapel         | Los Hornos          |
| Illapel         | Las Cañas           |
| Mincha          | Mincha              |
| Mincha          | Canela              |
| Mincha          | Huentelauquén Norte |
| Mincha          | Huentelauquén Sur   |
| Salamanca       | Salamanca           |
| Salamanca       | Chalinga            |
| Salamanca       | El Tambo            |
| Salamanca       | Quelén              |

El 31 de diciembre de 1975 el departamento de Illapel fue suprimido ante el decreto DLF 1317 y convertido en la provincia de Choapa.